# 楠城嘉一

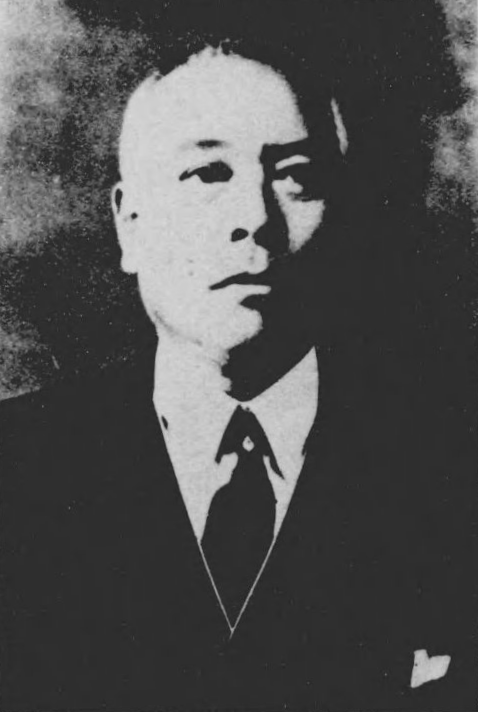
楠城嘉一

楠城 嘉一（くすき かいち、1883年〈明治16年〉10月3日 - 1942年〈昭和17年〉）は、大正から昭和時代前期の政治家、銀行家。鳥取県鳥取市長。旧姓は西垣。

## 経歴
西垣新次郎の三男として鳥取県八頭郡隼村（現・八頭町）に生まれ、楠城勘太郎の養嗣子となる。1917年（大正6年）10月、鳥取市会議員に当選し、以来1927年（昭和2年）12月まで在職する。ほか、協立銀行取締役、鳥取市参事会員、鳥取市会議長などを歴任し、1927年（昭和2年）12月20日、鳥取市長に就任した。
市長在職中は、下水道の新設、鳥取市立病院の設置、市立高等女学校・青年学校の新設、鳥取放送局の設置などに尽力した。